# VM i fodbold 1966
VM i fodbold 1966 blev afviklet i England og var den ottende VM-slutrunde. Mesterskabet blev vundet af værtslandet England efter finalesejr på 4-2 (efter forlænget spilletid) over Vesttyskland. Geoff Hurst' mål til 3-2 i overtiden er et af de mest kontroversielle mål nogensinde og her flere årtier senere bliver der stadig diskuteret kraftigt om bolden var over målstregen.

## Stadioner
- Wembley Stadium, London
- White City Stadium, London
- Hillsborough, Sheffield
- Villa Park, Birmingham
- Goodison Park, Liverpool
- Old Trafford, Manchester
- Ayresome Park, Middlesbrough
- Roker Park, Sunderland

## Resultater

### Kvalifikation
- Se Kvalifikation til VM i fodbold 1966

### Indledende runde
| Dato  | Kamp               | Res | Tilsk. |
| ----- | ------------------ | --- | ------ |
| 11.7. | England - Uruguay  | 0-0 | 87.000 |
| 13.7. | Frankrig - Mexico  | 1-1 | 69.000 |
| 15.7. | Uruguay - Frankrig | 2-1 | 45.000 |
| 16.7. | England - Mexico   | 2-0 | 92.000 |
| 19.7. | Uruguay - Mexico   | 0-0 | 61.000 |
| 20.7. | England - Frankrig | 2-0 | 98.000 |

| Gruppe 1 | Kampe | Mål | Point |
| -------- | ----- | --- | ----- |
| England  | 3     | 4-0 | 5     |
| Uruguay  | 3     | 2-1 | 4     |
| Mexico   | 3     | 1-3 | 2     |
| Frankrig | 3     | 2-5 | 1     |

| Dato  | Kamp                     | Res | Tilsk. |
| ----- | ------------------------ | --- | ------ |
| 12.7. | Vesttyskland - Schweiz   | 5-0 | 36.000 |
| 13.7. | Argentina - Spanien      | 2-1 | 47.000 |
| 15.7. | Spanien - Schweiz        | 2-1 | 32.000 |
| 16.7. | Vesttyskland - Argentina | 0-0 | 51.000 |
| 19.7. | Argentina - Schweiz      | 2-0 | 32.000 |
| 20.7. | Vesttyskland - Spanien   | 2-1 | 51.000 |

| Gruppe 2     | Kampe | Mål | Point |
| ------------ | ----- | --- | ----- |
| Vesttyskland | 3     | 7-1 | 5     |
| Argentina    | 3     | 4-1 | 5     |
| Spanien      | 3     | 4-5 | 2     |
| Schweiz      | 3     | 1-9 | 0     |

| Dato  | Kamp                  | Res | Tilsk. |
| ----- | --------------------- | --- | ------ |
| 12.7. | Brasilien - Bulgarien | 2-0 | 48.000 |
| 13.7. | Portugal - Ungarn     | 3-1 | 37.000 |
| 15.7. | Ungarn - Brasilien    | 3-1 | 57.000 |
| 16.7. | Portugal - Bulgarien  | 3-0 | 30.000 |
| 19.7. | Portugal - Brasilien  | 3-1 | 62.000 |
| 20.7. | Ungarn - Bulgarien    | 3-1 | 33.000 |

| Gruppe 3  | Kampe | Mål | Point |
| --------- | ----- | --- | ----- |
| Portugal  | 3     | 9-2 | 6     |
| Ungarn    | 3     | 7-5 | 4     |
| Brasilien | 3     | 4-6 | 2     |
| Bulgarien | 3     | 1-8 | 0     |

| Dato  | Kamp                      | Res | Tilsk. |
| ----- | ------------------------- | --- | ------ |
| 12.7. | Sovjetunionen - Nordkorea | 3-0 | 23.000 |
| 13.7. | Italien - Chile           | 2-0 | 33.000 |
| 15.7. | Nordkorea - Chile         | 1-1 | 15.000 |
| 16.7. | Sovjetunionen - Italien   | 1-0 | 35.000 |
| 19.7. | Nordkorea - Italien       | 1-0 | 20.000 |
| 20.7. | Sovjetunionen - Chile     | 2-1 | 22.000 |

| Gruppe 4      | Kampe | Mål | Point |
| ------------- | ----- | --- | ----- |
| Sovjetunionen | 3     | 6-1 | 6     |
| Nordkorea     | 3     | 2-4 | 3     |
| Italien       | 3     | 2-2 | 2     |
| Chile         | 3     | 2-5 | 1     |

### Kvartfinaler
| 23.7. | Portugal – Nordkorea | 5-3 | Goodison Park, Liverpool | 51.000 tilskuere |
|       | 0-1 Seung Zin Pak (1.), 0-2 Dong Woon Li (22.), 0-3 Sung Kook Yang (25.), 1-3, 2-3, 3-3, 4-3 Eusebio (27., 43. str., 56., 59. str.), 5-3 Jose Augusto (80.) |     |                          |                  |
| 23.7. | Vesttyskland – Uruguay | 4-0 | Hillsborough, Sheffield  | 35.000 tilskuere |
|       | 1-0 Helmut Haller (11.), 2-0 Franz Beckenbauer (70.), 3-0 Uwe Seeler (75.), 4-0 Helmut Haller (83.)                                                         |     |                          |                  |
| 23.7. | Sovjetunionen – Ungarn | 2-1 | Roker Park, Sunderland   | 26.000 tilskuere |
|       | 1-0 Igor Chislenko (5.), 2-0 Veleriy Porkujan (46.), 2-1 Ferenc Bene (57.)                                                                                  |     |                          |                  |
| 23.7. | England – Argentina | 1-0 | Wembley Stadium, London  | 90.000 tilskuere |
|       | 1-0 Geoff Hurst (78.) |     |                          |                  |

### Semifinaler
| 25.7. | Vesttyskland – Sovjetunionen                                                     | 2-1 | Goodison Park, Liverpool | 43.000 tilskuere |
|       | 1-0 Helmut Haller (43.), 2-0 Franz Beckenbauer (67.), 2-1 Valeriy Porkujan (88.) |     |                          |                  |
| 26.7. | England – Portugal                                                               | 2-1 | Wembley Stadium, London  | 94.000 tilskuere |
|       | 1-0, 2-0 Bobby Charlton (30., 80.), 2-1 Eusebio (82. str.)                       |     |                          |                  |

### Bronzekamp
| 28.7. | Portugal – Sovjetunionen                                                   | 2-1 | Wembley Stadium, London | 87.000 tilskuere |
|       | 1-0 Eusebio (12. str.), 1-1 Edouard Malofeiev (43.), 2-1 Jose Torres (89.) |     |                         |                  |

### Finale
| 30.7. | England – Vesttyskland | 4-2 efs. | Wembley Stadium, London | 93.000 tilskuere |
|       | 0-1 Helmut Haller (12.), 1-1 Geoff Hurst (18.), 2-1 Martin Peters (78.), 2-2 Wolfgang Weber (89.), 3-2, 4-2 Geoff Hurst (101., 120.) |          |                         |                  |
|       | Dommer: Gottfried Dienst (Schweiz) Linjevogtere: Karol Galba (Tjekkoslovakiet) og Tofik Bakhramov (Sovjetunionen).                   |          |                         |                  |

## Målscorer
9 mål
- Eusébio

6 mål
- Helmut Haller

4 mål
- Geoff Hurst
- Franz Beckenbauer
- Ferenc Bene
- Valeriy Porkujan

3 mål
| - Luis Artime - Bobby Charlton | - Roger Hunt - José Augusto | - José Torres - Eduard Malofeyev |

2 mål
| - Rubén Marcos - Uwe Seeler | - Kálmán Mészöly - Pak Seung-Zin | - Igor Chislenko |

1 mål
| - Ermindo Onega - Garrincha - Pelé - Rildo - Tostão - Georgi Asparuhov - Martin Peters - Héctor De Bourgoing - Gérard Hausser - Lothar Emmerich | - Sigfried Held - Wolfgang Weber - János Farkas - Paolo Barison - Sandro Mazzola - Enrique Borja - Lee Dong-Woon - Pak Doo-Ik - Yang Sung-Kook | - António Simões - Anatoliy Banishevskiy - Amancio - Josep Maria Fusté - Pirri - Manuel Sanchís - René-Pierre Quentin - Julio César Cortés - Pedro Rocha |

Selvmål
- Ivan Davidov (for Ungarn)
- Ivan Vutsov (for Portugal)